# Reichenberg (zbraň)
Reichenberg byla pilotovaná verze okřídlené pumy Fieseler Fi 103, známé především pod označením V-1.

## Vznik
Vznik Reichenbergu byl inspirován japonskými akcemi kamikaze a jejich jednoúčelovými letadly Óka. Nacistické Německo bylo v tuto dobu v zoufalé situaci a chtělo ji změnit za téměř každou cenu. Oficiální stanovisko bylo, že pilot po navedení letounu na cíl vyskočí a zachrání se na padáku. Skutečná šance na záchranu pilota byla téměř nemožná, z důvodu vysoké rychlosti letu a nasávacího otvoru motoru bezprostředně za kabinou. Velkou motivací pro projekt byly relativně nízké náklady pro výrobu upravené verze V-1 na sebevražednou variantu Reichenberg a také jednodušší výcvik pilotů, pro které měl stačit základní plachtařský výcvik s doplňujícím výcvikem na školní variantě Reichenbergu.
Reichenberg měl být vypouštěn z bombardéru Heinkel He 111H podobně jako bezpilotní verze V-1. Byly také provedeny pokusy se vzletem s pomocí raketového katapultu. I když bylo vyrobeno asi 175 kusů, nikdy nebyla bojově nasazena.

## Vývoj
Práce na projektu probíhaly velice rychle. V druhé polovině roku 1944, hned jak dostalo DFS (Deutsche Forschunginstitut für Segelflug) v Ainringu povolení, se začalo s prací. A už během dvou týdnů byly vyrobeny čtyři varianty s krycím názvem Reichenberg (Liberec). Letové zkoušky R-I probíhaly v září roku 1944 na letišti Lärz v severním Německu. Ale už v říjnu téhož byl projekt zrušen.
Zkoušek, které ukázaly nedostatky projektu, se zúčastnili i známí zkušební piloti Flugkäpitan Hanna Reitsch a Heinz Kensche. Leteckého výcviku u jednotky 5./KG 200 "Leonidas Staffel" se zúčastnilo asi 60 vybraných příslušníků Luftwaffe a 30 mužů z Waffen-SS, z jednotek Hauptsturmführera Otto Skorzenyho.
Technicky se R-IV lišila od Fi 103 málo. Kromě nezbytných aerodynamických úprav byl hlavní rozdíl v umístění kabiny v místě dvou nádob (jedné odstraněné a jedné přemístěné) pro stlačený vzduch. Pilot seděl na sedačce vyrobené z překližky a před sebou na palubní desce měl jen několik přístrojů: gyrokompas, zatáčkoměr, výškoměr, rychloměr, letecké hodiny a spínač pojistky bojové hlavice. Čelní štítek průhledného krytu kabiny byl vyroben z neprůstřelného skla.
Projekt byl formálně ukončen z důvodu zákazu provozu většiny strojů používajících benzín, takže nebylo možné provádět trénink na kluzácích. Mezi neoficiálními důvody ukončení projektu byla nepřijatelnost sebevražedných misí pro velkou část velení letectva.
Celkem existovaly čtyři typy:
- Reichenberg I – cvičná kluzáková verze.
- Reichenberg II – cvičná kluzáková verze, dvoumístná s kabinou instruktora za kabinou pilota.
- Reichenberg III – cvičná motorová verze.
- Reichenberg IV – bojová verze.

## Technické parametry (R-IV)
- rozpětí: 5,7 m
- délka: 8 m
- vzlet. hmotnost: 2250 kg

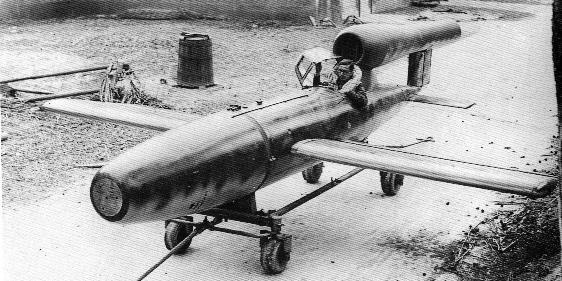
Fieseler Fi 103 Reichenberg

- max. rychlost: 800 km/h ( ve výšce 2440 m)
- dolet: asi 330 km (při vypuštění ve výšce 2500 m)
- bojová nálož: 850 kg Amatolu
- pohon: 1× Argus As 014 – pulzační motor s tahem 3,4 kN (350 kp)
- doba chodu motoru: 32 min